# Chinbabax
Chinbabax (Pterorhinus woodi) är en fågel i familjen fnittertrastar som förekommer i ett litet område i nordöstra Indien och västra Myanmar.

## Utseende och läte
Chinbabaxen är en 22,5–26 cm lång, kraftigt streckad fnittertrast med ett svart mustaschstreck. Den är mycket lik kinesisk babax som den fram tills nyligen vanligen behandlades som en del av (se nedan), men skiljer sig genom kraftigare tecknad hjässa, svart istället för mörkt rödbrunt mustaschstreck, något längre näbb men kotare stjärt, mörkare och mer utbredd streckning undertill och avvikande läte.

## Utbredning och systematik
Chinbabax förekommer i sydöstra Assam och västra Myanmar. Den behandlas som monotypisk, det vill säga att den inte delas in i några underarter.

### Släktestillhörighet
Babaxerna placeras traditionellt i släktet Babax. DNA-studier från 2012 visade dock att de är nära släkt med fnittertrastarna i släktet Garrulax. Olika taxonomiska auktoriteter hanterade dessa resultat på varierande sätt. Birdlife International inkluderade babaxerna i Garrulax, medan tongivande Clements et al initalt valde att dela upp Garrulax i flera mindre släkten, varvid babaxerna förs till Ianthocincla. Senare studier från 2018 och 2019 visar dock att Garrulax i begränsad mening består av tre utvecklingslinjer som skildes åt för mellan sju och nio miljoner år sedan, varav Ianthocincla är en. Författarna till studierna rekommenderar därför att släktet delas upp ytterligare, vilket medför att babaxerna med släktingar lyfts ut till det egna släktet Pterorhinus. Idag följer både tongivande International Ornithological Congress och även Clements et al dessa rekommendationer.

## Status
Trots det begränsade utbredningsområdet och att den tros minska i antal anses beståndet vara livskraftigt av internationella naturvårdsunionen IUCN.  Världspopulationen har inte uppskattats men den beskrivs som vanlig i nationalparken Natmautaung.

## Namn
Fågelns vetenskapliga artnamn hedrar Henry Wood (1872-1940), överste och lantmätare i British Army i Indien.